# Khamis Al Hammadi
Khamis Saleh Ismaeil Khalil Al Hammadi, noto semplicemente come Khamis Al Hammadi (in arabo خميس الحمادي‎?; Al Ruwais, 11 agosto 1998), è un calciatore emiratino, difensore del Baniyas.

## Carriera

### Club
Cresciuto nel settore giovanile del Baniyas, Al Hammadi ha fatto il suo esordio da professionista l'8 maggio 2014, nella partita di UAE Pro League giocata contro l'Al-Wahda.
Al Hammadi ha fino ad oggi giocato solo con la divisa del Baniyas nella sua carriera, collezionando oltre 100 presenze con il club.

### Nazionale
Nel 2016 ha giocato una partita nella nazionale emiratina Under-20.

## Palmarès

### Club

#### Competizioni nazionali
- UAE Division 1: 1

Baniyas: 2017-2018